# Hypera zoilus
Espèce
Le charançon des feuilles du trèfle (Hypera zoilus) est une espèce d'insectes curculionoïdes de l'ordre des coléoptères, de la famille des Curculionidae. Il est aussi appelé aussi appelé Bruche du trèfle mais ce nom est ambiguë car le mot "bruche" fait normalement référence aux coléoptères de la sous-familles des Bruchinae. 

## Synonymes
- Brachypera zoilus (Scopoli, 1763)
- Donus zoilus (Scopoli, 1763)
- Phytonomus punctatus (Fabricius, 1775)
- Curculio zoilus (Scopoli, 1763)
- Curculio punctatus (Fabricius, 1775)
- Rhynchaenus punctatus (Fabricius, 1802)
- Brachyrhinus punctatus (Latreille, 1804)
- Hypera punctata (Fabricius, 1775)
- Hypera media (Marsham, 1802)
- Hypera austriaca (Schrank, 1781)
- Hypera rufa (Boheman, 1834)
- Hypera opima (Scopoli, 1763)